# Kantoni Bosne in Hercegovine
Kantoni v Bosni in Hercegovini (hrvaško županije) so upravne enote druge ravni v Federaciji Bosne in Hercegovine, ki je ena od dveh entitet države Bosne in Hercegovine.
Današnjih 10 kantonov je bilo vzpostavljenih 12. junija 1996 na podlagi Washingtonskega sporazuma iz leta 1994. Kantoni so razdeljeni dalje na občine, imajo pa svoje premierje, ki načelujejo lokalnim oblastem. V petih izmed kantonov večinsko prebivalstvo predstavljajo Bošnjaki, v treh živi večinoma bosansko hrvaško prebivalstvo, dva pa sta etnično mešana in urejena s posebnimi zakonodajnimi postopki, ki zagotavljajo ohranjanje etnične sestave.
Druga entiteta Bosne in Hercegovine, Republika srbska, ima centralizirano vlado, ki oblast navzdol razdeljuje neposredno na občine.

## Kantoni
| Št. | Grb | Ime                                | Glavno mesto  | Prebivalstvo (popis 2013) | Površina (km²) | Gostota (preb./km²) | Št. občin in mest                           |
| --- | --- | ---------------------------------- | ------------- | ------------------------- | -------------- | ------------------- | ------------------------------------------- |
| 1   |     | Unsko-sanski kanton                | Bihać         | 273.261                   | 4125,0         | 66                  | 6 občin in 2 mesti                          |
| 2   |     | Posavski kanton                    | Orašje        | 43.453                    | 324,6          | 134                 | 3 občine                                    |
| 3   |     | Tuzelski kanton                    | Tuzla         | 445.028                   | 2649,0         | 168                 | 12 občin in 1 mesto                         |
| 4   |     | Zeniško-dobojski kanton            | Zenica        | 364.433                   | 3334,3         | 109                 | 11 občin in 1 mesto                         |
| 5   |     | Bosansko-podrinjski kanton Goražde | Goražde       | 23.734                    | 504,6          | 47                  | 2 občini in 1 mesto                         |
| 6   |     | Osrednjebosanski kanton            | Travnik       | 254.686                   | 3189           | 80                  | 12 občin                                    |
| 7   |     | Hercegovsko-neretvanski kanton     | Mostar        | 222.007                   | 4401           | 50                  | 8 občin in 1 mesto                          |
| 8   |     | Zahodnohercegovski kanton          | Široki Brijeg | 94.898                    | 1362,2         | 70                  | 3 občine in 1 mesto                         |
| 9   |     | Kanton Sarajevo                    | Sarajevo      | 413.593                   | 1276,9         | 324                 | 4 mestne občine (Mesto Sarajevo) in 5 občin |
| 10  |     | Kanton 10                          | Livno         | 84.127                    | 4934,9         | 17                  | 5 občin in 1 mesto                          |
|     |     | Federacija Bosne in Hercegovine    | Sarajevo      | 2.219.220                 | 26.110,0       | 85                  | 79                                          |